# Starwhal
Starwhal est un jeu vidéo de combat développé et édité par Breakfall, sorti en 2014 sur PlayStation Network (PlayStation 4, PlayStation 3), Xbox One, Nintendo eShop (Wii U) et Windows.

## Système de jeu
Chacun incarne un narval à la physique loufoque, ce qui rend les déplacements difficiles à prédire et à maîtriser. L'objectif est de réussir à planter sa "corne" dans le cœur des autres narvals, situés sur leur ventre. Lorsqu'un joueur n'a plus de cœur il est éliminé.
Chaque combat prend place dans une arène de la taille de l'écran. Starwhal possède de nombreuses arènes, avec des mécaniques uniques (bumper, murs amovibles, murs cassables, etc.).

## Accueil
- Canard PC : 7/10[1]
- Destructoid : 8/10[2]
- PlayStation Official Magazine - UK : 7/10